# III Sessione plenaria dell'XI Comitato centrale del Partito comunista cinese
La III Sessione plenaria dell’XI Comitato centrale del Partito comunista cinese fu la terza seduta plenaria del Comitato centrale eletto all’XI Congresso del partito. Si svolse dal 18 al 22 dicembre 1978 a Pechino, presso l’hotel Jingxi. Per la rilevanza delle decisioni prese in questa sede, la sessione viene considerata l’inizio del socialismo con caratteristiche cinesi con l’avvio della politica di Riforma e Apertura, la fine dell’interregno di Hua Guofeng e l’ascesa definitiva di Deng Xiaoping alla leadership della Cina.

## Preludio
Nonostante l’XI Congresso del PCC, svoltosi nell’agosto del 1977, avesse apparentemente cementato l’autorità del gruppo centrista di Hua Guofeng, che si basava sull’eredità inalterata di Mao pur nell’abbandono delle politiche più radicali della Rivoluzione culturale, esso aveva anche favorito il riemergere di dirigenti vittime di epurazioni e persecuzioni fra il 1966 e il 1976, fra cui Deng Xiaoping, Ye Jianying e Li Xiannian, favoriti anche dalla caduta della banda dei Quattro. Specialmente a partire dai primi mesi del 1978, nel partito si diffusero posizioni indirettamente favorevoli a una messa in discussione più complessiva del periodo. Un articolo pubblicato il 10 maggio sulla rivista della Scuola centrale del partito, dal titolo «La pratica è l’unico criterio per stabilire la verità» (实践是检验真理的唯一标准), poi rilanciato anche dal Renmin ribao, sosteneva la «liberazione del pensiero», criticando implicitamente l’interdizione di Hua a una più complessiva rivalutazione del maoismo (i due qualsiasi).
La discussione suscitata dall’articolo portò alla convocazione di una conferenza di lavoro del Comitato centrale il 10 novembre, in preparazione della successiva Sessione plenaria. Benché l’ordine del giorno riguardasse principalmente i problemi dell’agricoltura, le questioni storiche ebbero il sopravvento quando Chen Yun propose un riesame dei casi di Bo Yibo, Tao Zhu e Peng Dehuai, dell’incidente di Tian’anmen del 1976 e degli «errori» di Kang Sheng.
Il 25 novembre Hua Guofeng ammise che tali problemi erano rimasti irrisolti, accettò la riabilitazione dei fatti di Tian’anmen, della corrente avversa di febbraio e dei sessantuno traditori, lo scioglimento del Gruppo per l’esame dei casi speciali e un’ispezione su Kang Sheng e Xie Fuzhi. Criticati a loro volta, anche Wang Dongxing e Wu De riconobbero le colpe contestategli. 

## Decisioni rilevanti
La III Sessione plenaria stabilì il primato dell’economia rispetto alla politica e indicò come compito principale del partito il completamento delle quattro modernizzazioni – industria, agricoltura, difesa nazionale e scienze e tecnologia –, mettendo fine alla teoria della continuazione della rivoluzione sotto la dittatura del proletariato di Mao. Il Comitato centrale approvò un progetto di Decisione del CC del PCC su alcuni problemi nell’accelerazione dello sviluppo dell’agricoltura (中共中央关于加快农业发展若干问题的决定) e una serie di indicazioni sperimentali di lavoro per le comuni popolari, creando le condizioni per il passaggio al sistema di responsabilità famigliare l’anno seguente.
Pur senza mai citare Mao, la Sessione contestò la mancanza di democrazia in certe pratiche seguite dalla leadership, proibendo in particolare l’emanazione di «istruzioni» (指示) da parte di singoli dirigenti e criticando il culto della personalità attorno a Mao e Hua.
La Sessione plenaria avanzò lo slogan «Ricercare la verità nei fatti» (tratto da uno scritto di Mao ma che sarebbe stato centrale nella rivalutazione denghista della Rivoluzione culturale), sulla base del quale annullò le decisioni prese durante la Campagna contro il vento deviazionista di destra teso a rovesciare i verdetti (1975-1976), stabilì ufficialmente che la protesta di Tian’anmen del 1976 era stata un «movimento rivoluzionario» contro la banda dei Quattro e riabilitò Peng Dehuai, Tao Zhu, Bo Yibo e Yang Shangkun. La Rivoluzione culturale sarebbe stata interamente ripudiata solo nel 1981, dalla VI Sessione plenaria. 

## Cambi nella dirigenza
Malgrado la sua importanza centrale per l’imposizione della linea politico-economica e delle idee di Deng Xiaoping, la Sessione non impresse mutamenti significativi nella leadership, che si verificarono invece fra il 1980 e il 1981. Il gruppo dirigente fu comunque allargato con l’immissione di dirigenti del Partito perlopiù caduti prima o durante la Rivoluzione culturale.
L’Ufficio politico vide l’aggiunta di Chen Yun, Deng Yingchao, Hu Yaobang e Wang Zhen. Chen Yun venne inoltre nominato membro del Comitato permanente, vicepresidente aggiuntivo del Comitato centrale e primo segretario della Commissione centrale per l'ispezione disciplinare, costituita per decisione della Sessione stessa con un centinaio di membri. Nove individui – fra cui Huang Kecheng, Song Renqiong, Hu Qiaomu, Xi Zhongxun e Wang Renzhong (tutti epurati fra il 1959 e il 1967) – vennero cooptati nel Comitato centrale.
Il 25 dicembre, appena dopo la chiusura della Sessione, l’Ufficio politico decise inoltre la nomina di Hu Yaobang a direttore del Dipartimento centrale di Propaganda, di Song Renqiong a direttore del Dipartimento centrale di Organizzazione e di Yao Yilin a capo dell’Ufficio generale, quest’ultimo in sostituzione di Wang Dongxing, rimosso dai numerosi incarichi che ricopriva, eccetto quello di vicepresidente del Comitato centrale. Anche Wu De, alleato di Hua, venne privato del suo seggio nell’Ufficio politico stesso.